# Hipocoli
L'hipocoli (Hypocolius ampelinus) és una espècie d'ocell de la família monotípica dels hipocòlids (Hypocoliidae) que habita oasis, zones amb palmeres i ciutats de l'Àsia meridional, a les valls del Tigris-Eufrates, sud-oest d'Aràbia, Iraq i sud i est de l'Iran.